# Rouffiac (Tarn)
Rouffiac – miejscowość i gmina we Francji, w regionie Oksytania, w departamencie Tarn.
Według danych na rok 1990 gminę zamieszkiwało 477 osób, a gęstość zaludnienia wynosiła 43 osób/km² (wśród 3020 gmin regionu Midi-Pireneje Rouffiac plasuje się na 606. miejscu pod względem liczby ludności, natomiast pod względem powierzchni na miejscu 1011.).